# 圣雅各堂 (纽伦堡)

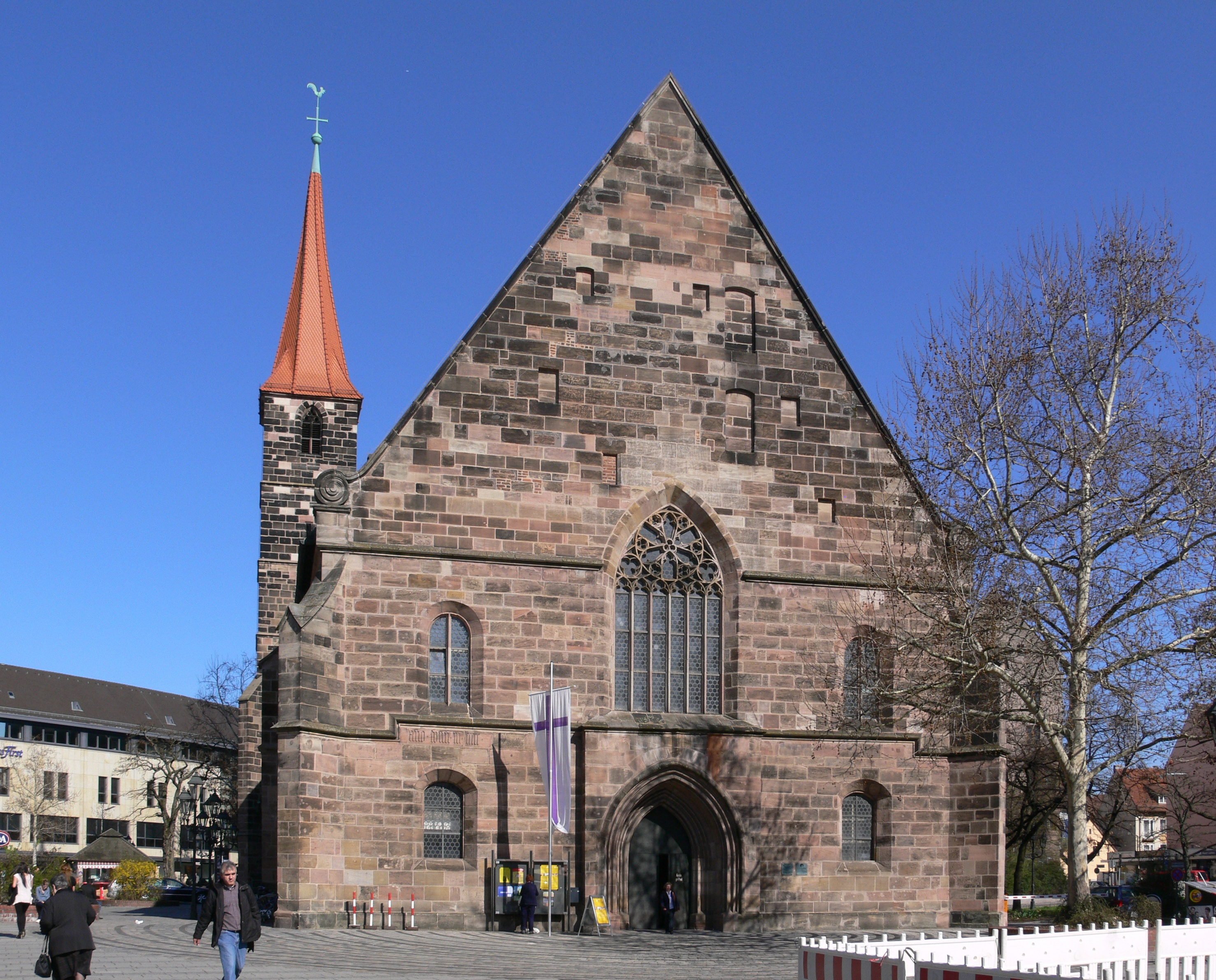
圣雅各堂

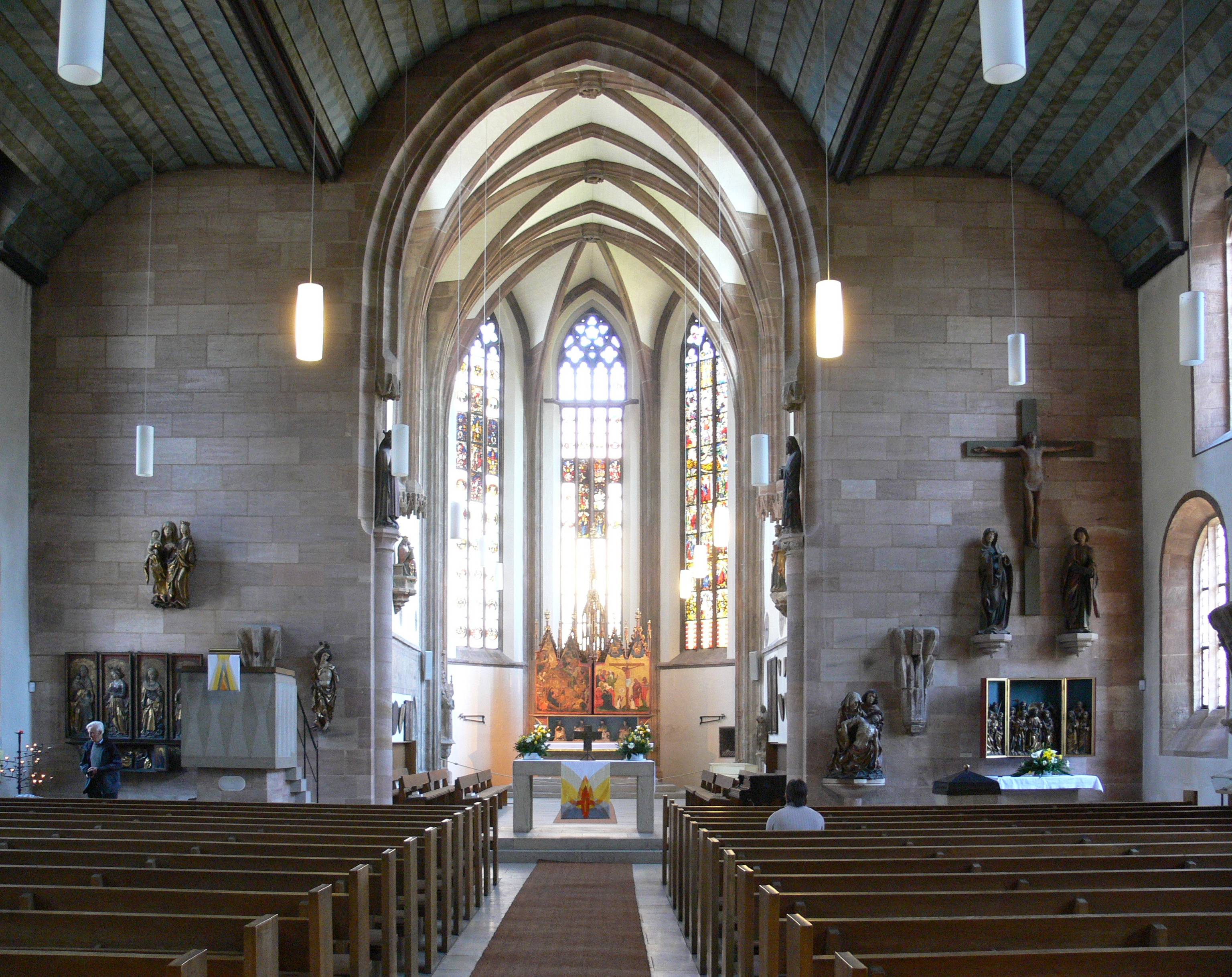

圣雅各堂（St. Jakob）是纽伦堡的一座新教教堂，位于老城西南，曾是为中弗兰肯尼亚罗滕堡圣雅各伯朝圣之路的起点。

## 历史
这座教堂最初为罗曼式小堂，为1209年2月20日，皇帝奥托四世批准条顿骑士团建造。条顿骑士团设于对面的圣伊撒伯尔医院（St. Elisabeth-Hospital）。宗教改革期间，圣雅各堂成为一座路德会教堂。三十年战争后，1648年根据威斯特伐利亚和约返还给条顿骑士团。1806年，巴伐利亚王国世俗化，没收条顿骑士团的所有建筑物。1810年，圣雅各堂成为该市第三座新教本堂区教堂。 